# 金山町 (岐阜県)

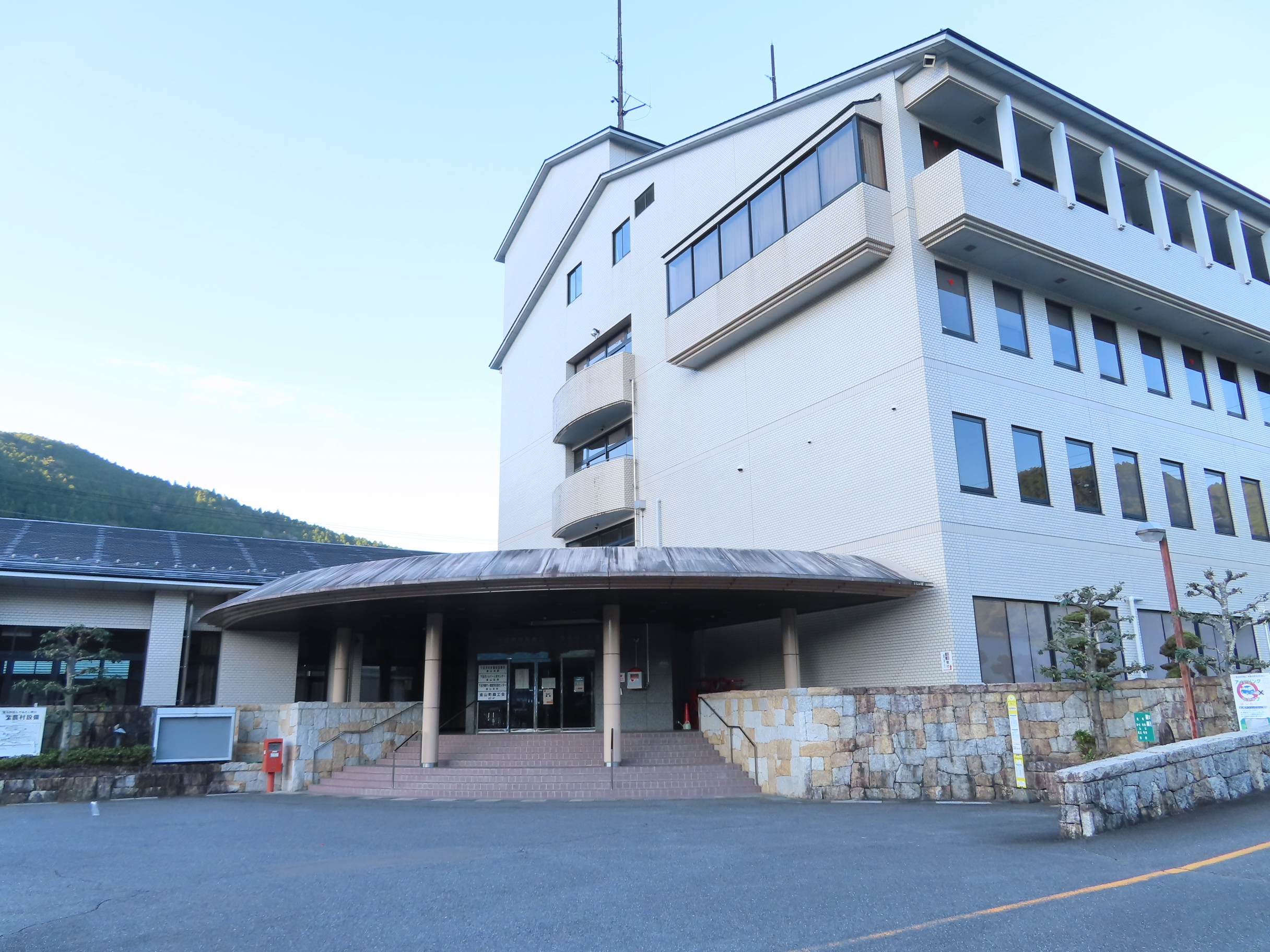
旧金山町役場。現在は下呂市役所金山振興事務所として用いられている。

金山町（かなやまちょう）は、かつて岐阜県益田郡にあった町。2004年（平成16年）3月1日に益田郡の他4町村と合併して下呂市となった。合併後の住所表示は、下呂市金山町○○である。

## 地理

### 地形
- 山:簗谷山（1213,7m）・高天良山・三峯山・御前嶽・坊山
- 川:飛騨川・馬瀬川・弓掛川・和良川・戸川・菅田川

### 地区
飛騨川と馬瀬川が合流する地点を中心に栄えた飛騨街道の宿場町である。1928年（昭和3年）3月21日に国鉄高山本線白川口駅・飛騨金山駅間の開通まで、陸上交通の要衝として繁栄した。
江戸時代は22ヶ村、行政区はそれぞれ尾張藩 (金山・菅田桐洞・菅田笹洞)・苗木藩 (田島)・幕府領 (下原郷の内6ヶ村.始めは飛騨高山藩)・旗本二家知行地 (東12ヶ村. 始めは郡上藩)及び幕府領(卯野原村)であった。明治維新後は岐阜県と筑摩県→明治9年以降に岐阜県となる。郡制は武儀郡・郡上郡・益田郡・加茂郡に所属）によって行政万般ことごとく違う。

#### 金山
金山は旧美濃国と旧飛騨国の国境であり、かつ四郡の境界でもある。馬瀬川沿いの和良街道の基点とされる。『白川町誌』によると、「木材の陸地輸送を岡付といったが、榑木などの小木材はここの綱場で陸上げされて、飛騨街道や津保谷筋を通って、関・上有知方面に運ばれたこともあったようで・・・」とあり、「金山はこうした位置にあったから、木材だけでなく諸物資の集散地でもあった。このため尾張藩では和良街道の藩領境や七宗根廻りの要所に配置した抜荷番所の番人も金山川役所付とした。」とあり、金山は古くから国境の町として重要な役割を担ってきたことが記されている。また、現在の国道41号十王坂交差点から渡し場までは宿場商店街として発展した。江戸時代には既に物品の問屋取引を行なっており岐阜・尾張方面と郡上・益田方面を繋いだ。明治・大正期には近隣へ短期行商する店もあった。

#### 下原
下原は、旧飛騨国の入口で国境であり下原宿という宿場町があった。そのため、飛騨高山藩主金森長近が設置した下原旅館(陣屋)跡や口留番所跡(下原口・福来口)、飛騨川に綱を張り江戸や名古屋方面へ送るために流れてくる材木を一時的に留めて、役人が材木改めを行なった飛州下原中綱場などの史跡がある。江戸末期には、下原郷16ヶ村兼帯名主10代加藤三郎右衛門雅文の次男で、幕府の万延元年（1860年）遣米使節随行員だった加藤素毛など国政と関わる人物がいた。また、大阪府富田林市の楠妣庵観音寺中興の人である加藤鎮之助は素毛の甥であり、佐賀県知事・宮城県知事を務めた加藤於兎丸は、素毛の従弟の甥にあたる。その他下原では、大日本帝国陸軍中将の中島完一等も輩出している。

#### 菅田
菅田[桐洞, 笹洞]は製糸製茶が盛んで武儀郡内有数の商業地だった。農業の副業に大工, 左官, 石工を営む者が相当居た。明治・大正時代にかけては、1890年（明治23年）の第1回衆議院議員総選挙岐阜5区当選者であり、1904年（明治37年）の貴族院多額納税者議員当選者でもあった長尾家17代長尾四郎右衛門章善や同氏の子である、第12回衆議院議員総選挙当選者、貴族院議員も務めた長尾家18代長尾元太郎章正らを輩出している。17代長尾四郎右衛門章善は、1898年（明治31年）設立の濃飛農工銀行(資本金200万円)の創立者でもあり、頭取も務めた。
長尾家初代は長尾五郎四郎章詮で、10代四郎右衛門政信から章透、章為、13代章長にかけて豪農・豪商として栄え、苗字帯刀を許されていた。また、尾張藩御用達も務め尾張十人衆の一人に加えられていた。他にも、京都の九条家御用を勤め茶を毎年献上していた。そのお返しに「いく里のつきのあかりも丹保ふら舞むめさくや万の三年農春閑勢(いくさとの つきのあかりも にほふらむ むめさくやまの みねのはるかぜ)」という御詠を賜り、その茶は「幾里」と名付けられている。1903年（明治36年）には、小松宮彰仁親王が長尾家に宿泊の際、この茶を賞味している。

#### 東
東は馬瀬川・和良川沿いにあり、農林業と林産物に依り交易した。祖師野八幡宮には、平治の乱で敗れ飛騨国に来ていた源頼朝の異母兄悪源太義平が岩屋岩蔭遺跡で狒狒を退治した際に使用したとされる名刀祖師野丸が神宝として納められている。山を越えて接する麻生谷(現・金山町中切)に義平は住み、従者とともに猪狩に出かけたことがあった。その際、多数の兎がいるのを見つけ、義平は「兎の原」と呼び、これが後に卯ノ原村と名付けられたと伝わっている。

#### 田島
田島は、江戸時代苗木藩の支配下で、苗木藩領内は小村が多かったため兼帯庄屋が村の行政を行っていた。田島は領内でも北方に位置し、北方の5ヶ村を合わせて油井五ヶ村のひとつであった。苗木藩では1870年（明治3年）に、廃仏毀釈令が出され領内全住民の仏一切を廃し神道への改宗が行われた。尾張藩、天領に接し、苗木藩の国境地帯としての役割を担っていた。1875年（明治5年）の合併により白山村、その後西白川村を経て白川町の一部となるが1955年（昭和30年）に、田島の地理的事情や役所への距離など不便な点が有ることから、金山町の一部として編入されることとなった。
合併に至る前史として、戦前の旧金山町内には実業系の学校が短期間ながらも設置されており、近隣の町村から生徒が集まっていた。昭和の大合併の際、これら武儀郡・郡上郡・益田郡・加茂郡の四郡が合併して成立した金山町内には飛騨と美濃の境を示す境界石（藩領境標石）があり、高校進学は飛騨学区と可茂学区両方へ認められていた。
飛騨木曽川国定公園にも指定されていて、中山七里などの景勝地もある。飛騨・美濃紅葉三十三選にも選定されている。下原ダムは、湖面に映る特急「ワイドビューひだ」が絶好の被写体となる鉄道写真の撮影地として知られている。
金山町は下原ダム・大船渡ダム・七宗ダムのような飛騨川のダムや発電所の半数以上が集中している「ダムの町」でもある。馬瀬川を遡ると、馬瀬川第二ダムやロックフィル式の巨大な岩屋ダムと東仙峡金山湖がある。そのすぐ傍に縄文時代の岩屋岩蔭遺跡がある。金山町祖師野で最初にギフチョウが確認されており、ギフチョウの里としても有名である。

### 隣接していた自治体
- 加茂郡 七宗町、白川町
- 郡上郡 明宝村、和良村、八幡町
- 武儀郡 上之保村
- 益田郡 下呂町、馬瀬村

## 歴史

### 沿革
* 1955年（昭和30年）合併以前の武儀郡金山町以外の町村の沿革については、各町村(武儀郡菅田町、郡上郡東村、益田郡下原村)を参照のこと。
近代以前
- 縄文時代の遺跡が、松葉野・本町東裏・上市場・五反田地内から発見されており、人々の生活があったと考えられる[4]。
- 『濃飛両国通史』によれば王朝時代、820年（弘仁11年）「飛騨国金山川(飛騨川)の渡子二人徭役を免ぜよ」とあり、既にこの時代に金山の名が使われていたと考えられる[5]。
- 平安時代 (承平年間)『和名類聚抄』の武芸郡九郷の中に、菅田郷の名があり隣接する菅田と共に、金山も含まれていた可能性がある[6]。
- 1265年（文永2年）美濃国衙領に含まれていたと考えられ、後宇多天皇領御目録に美濃国菅田荘の名がある。
- 1306年 (徳治元年)亀山天皇皇女の昭慶門院領御目録に菅田郷の名がある。
- 1334年 (建武元年)以後 美濃国守護土岐氏の領地となる。
- 1528年 (享禄元年)飛騨国桜洞城主三木直頼が金山村に金山役所を設置し、川を流下する材木6本に1本ずつ税を課す。また、岡役銀として陸路搬出の荷物にも若干の税を課す。
- 戦国時代 上有知鉈尾山城主 佐藤方政の領地となる。
- 1600年頃（慶長5年）上有知藩主金森長近の加増された分に金山村が含まれていたと考えられる[7]。
- 1611年（慶長16年）上有知藩主金森長光の死去により、大久保長安が支配する幕府領となる。
- 1615年 (元和元年) 尾張藩領となる。

近代以降
- 1871年（明治4年）7月14日 - 廃藩置県令により金山村は尾張藩だったため、初め名古屋県所属となるが、同年11月22日岐阜県所属となる
- 1889年（明治22年）7月1日 - 町村制施行により武儀郡金山村が成立。
- 1890年（明治23年）12月27日 - 町制施行により武儀郡金山町（初代）となる。
- 1955年（昭和30年）3月1日 - 武儀郡菅田町、郡上郡東村、益田郡下原村と合併し益田郡金山町となる。
- 1955年（昭和30年）4月1日 - 加茂郡白川町大字白山の一部(田島)を編入。
- 2004年（平成16年）3月1日 - 下呂町・萩原町・小坂町・馬瀬村と合併して下呂市が発足。同日金山町廃止。

## 行政
- 歴代町長
  - 職務執行者：犬飼済一郎（1955年3月1日～1955年4月11日）
  - 初代：大前泰智（1955年4月12日～1959年4月11日）
  - 2代：竹腰義三（1959年4月30日～1962年4月29日）
  - 3代：阿部信吾（1963年4月30日～1979年4月29日）
  - 4代：河尻義隆（1979年4月30日～1995年4月29日）
  - 5代：金山鎮雄（1995年4月30日～2003年4月29日）
  - 6代：田口幸雄（2003年4月30日～2004年2月29日）

## 教育
中学校
- 金山町立金山中学校

小学校
旧・金山町の小学校は2021年4月に統合され、新・下呂市立金山小学校となっている。
- 金山町立金山小学校
- 金山町立下原小学校
- 金山町立菅田小学校
- 金山町立東第一小学校

こども園
- 金山こども園（公設民営保育園）

### 2004年以前に廃校となった学校
- 岐阜県立益田高等学校濃斐分校（1962年廃校）
- 金山町立菅田中学校（1970年廃校）
- 金山町立東中学校（1970年廃校）
- 金山町立東第二中学校（1970年廃校）
- 金山町立濃斐中学校（1970年廃校）
- 金山町立東第一小学校登呂瀬分校（1959年廃校）
- 金山町立東第一小学校戸部分校（1962年廃校）
- 金山町立東第一小学校東沓部分校（1966年廃校）
- 金山町立東第二小学校（1971年廃校）
- 金山町立東第二小学校弓掛分校（1971年東第一小学校弓掛分校となり、1972年廃校）
- 金山町立東第一小学校岩瀬分校（1972年廃校）
- 金山町立菅田小学校新田分校（1973年廃校）

## 姉妹都市
- ケチカン市（アメリカ合衆国アラスカ州）1986-87年に教育交流を開始

## 交通

### 鉄道路線
- JR東海
  - 高山本線：飛騨金山駅

### バス
- 金山町コミュニティバス（現げろバス金山）

### 道路
自動車道
- 濃飛横断自動車道

一般国道
- 国道41号
- 国道256号

主要地方道
- 岐阜県道58号関金山線
- 岐阜県道85号金山上之保線
- 岐阜県道86号金山明宝線

一般県道
- 岐阜県道294号上之保下袋坂線

その他
- 美濃東部広域農道

## 名所・旧跡・観光スポット
- 中山七里（飛騨木曽川国定公園）
- 柯柄八幡神社
- 下原八幡神社
- 祖師野八幡宮
- 長福寺
- 玉龍寺
- 岩屋岩蔭遺跡
- 岩屋ダム
- 下原ダム
- 横谷峡｢四《よ》つの滝｣
- 藤倉峡
- 筋骨めぐり
- 鎮守山(両面宿儺伝承の山)
- 句碑「居ながらに聞くや四郡のほととぎす」
昭和3年（1928年）高山本線飛騨金山開通の機に来遊した山田三秋（獅子門29世宗匠）の句。上記の柯柄八幡神社境内地にある。
- 加藤素毛記念館
- 奥飛騨酒造資料館
- 飛州下原中綱場(県指定史跡)
- 藩領境標石(県指定史跡)
- 保木山城跡
- 金山劇場[8]

## ギャラリー

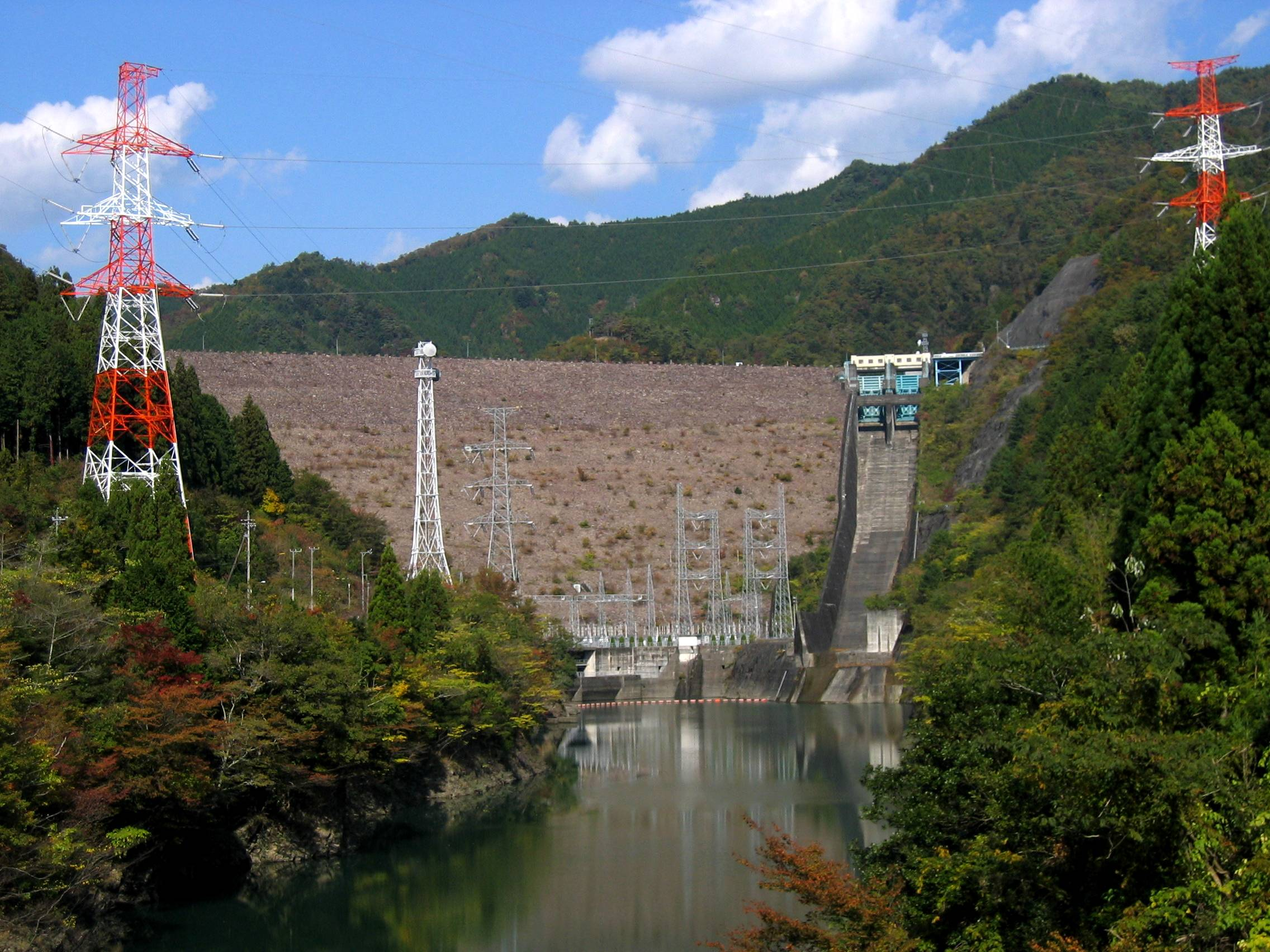
岩屋ダム
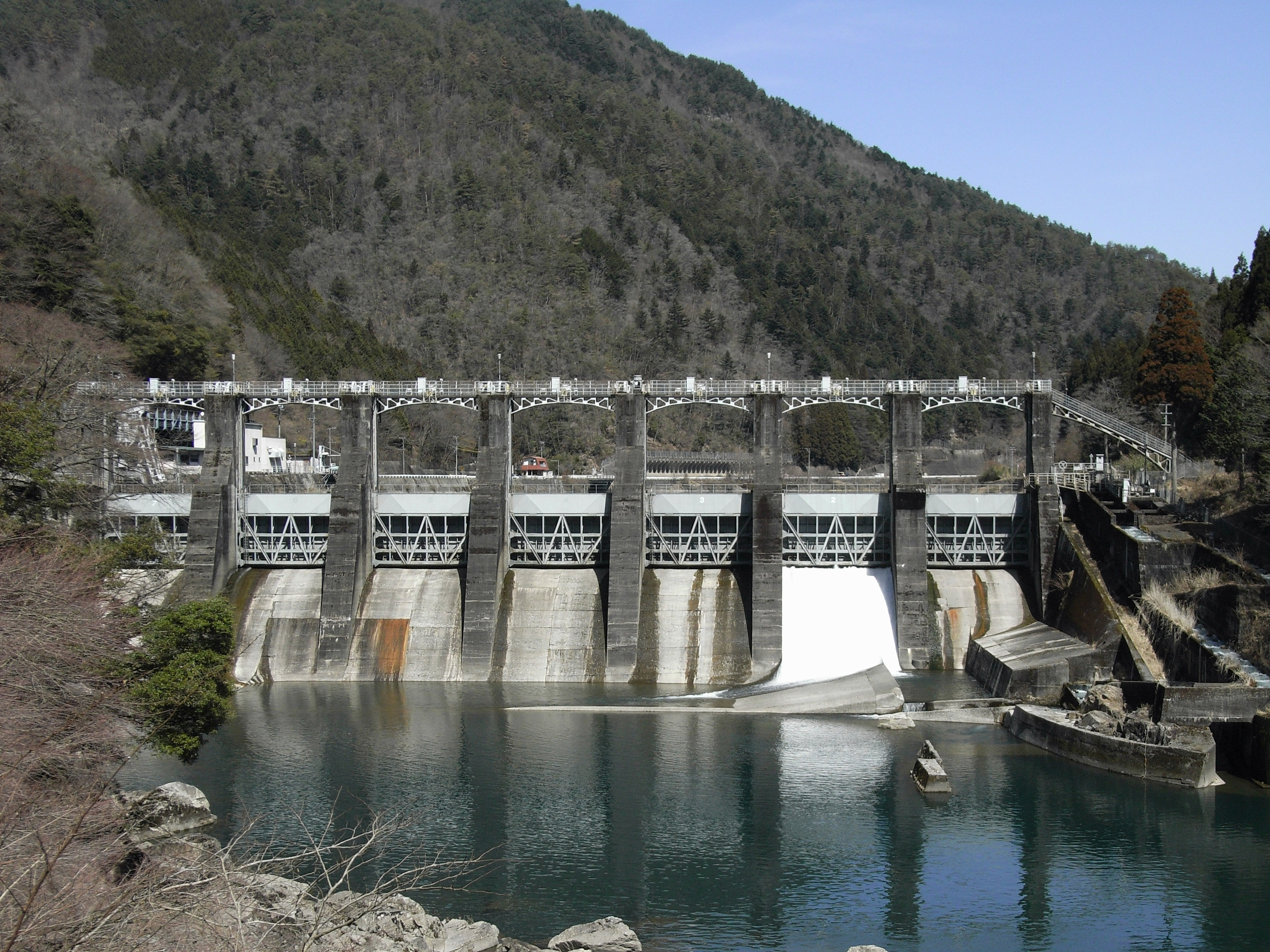
下原ダム
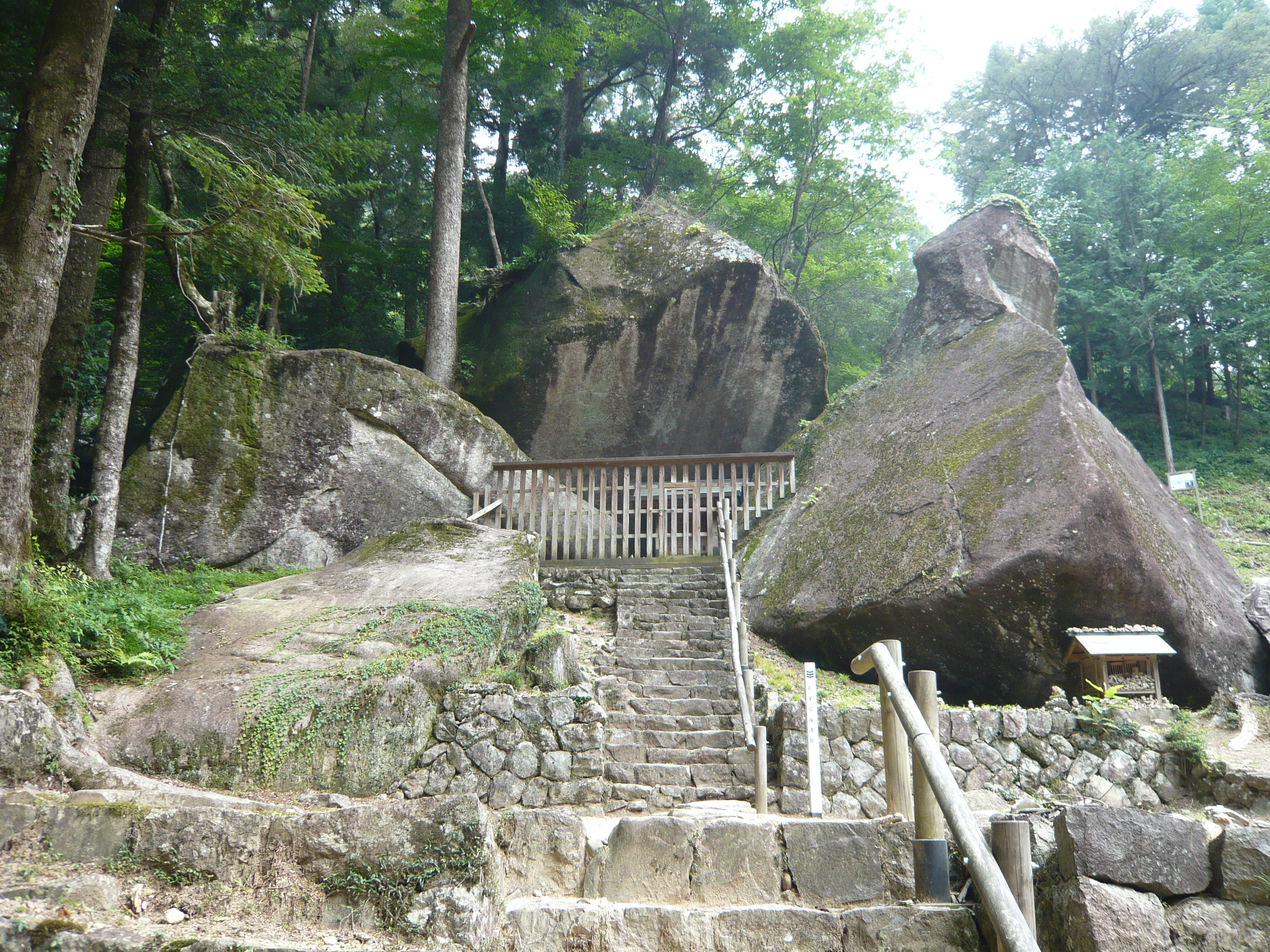
金山巨石群
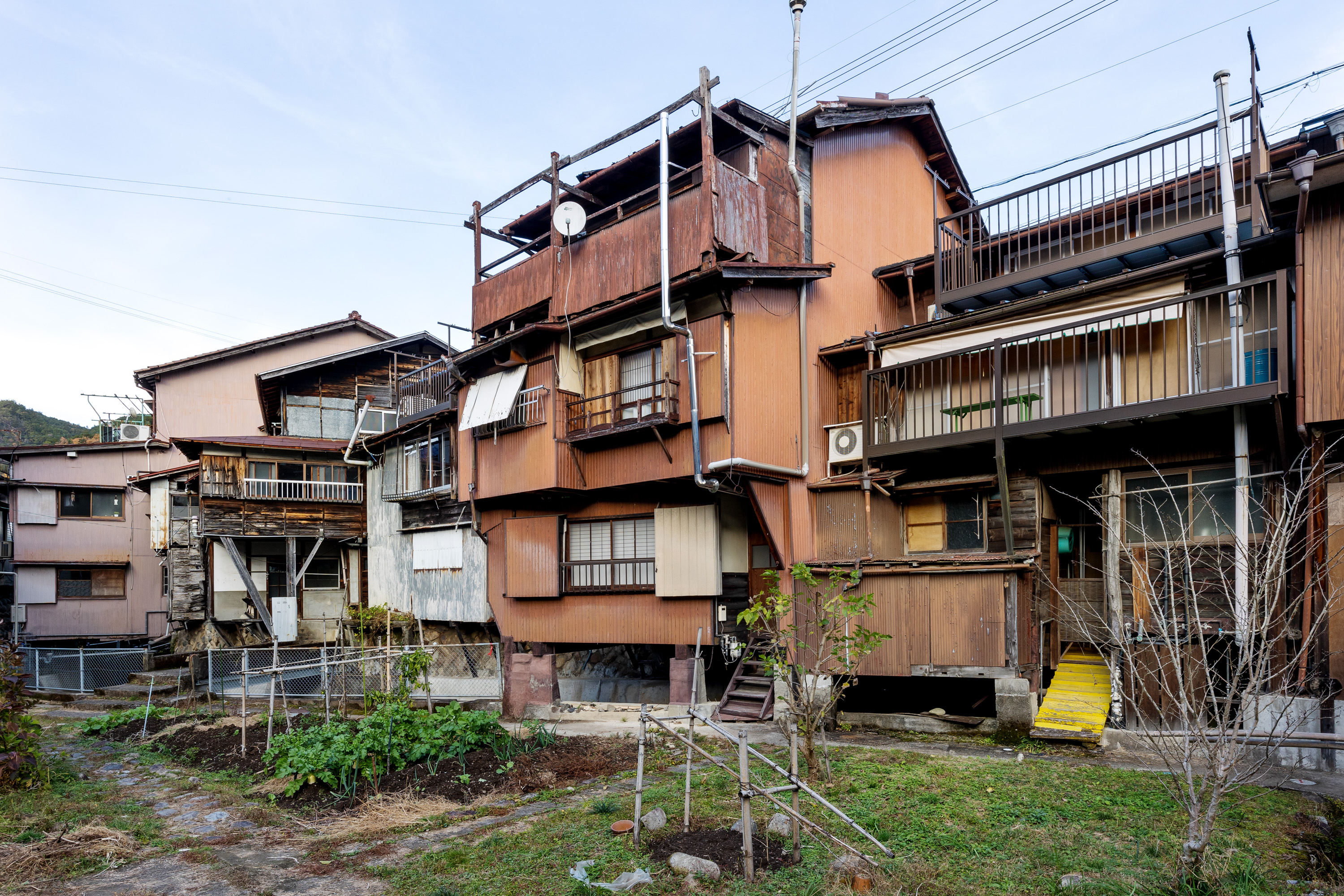
筋骨めぐり
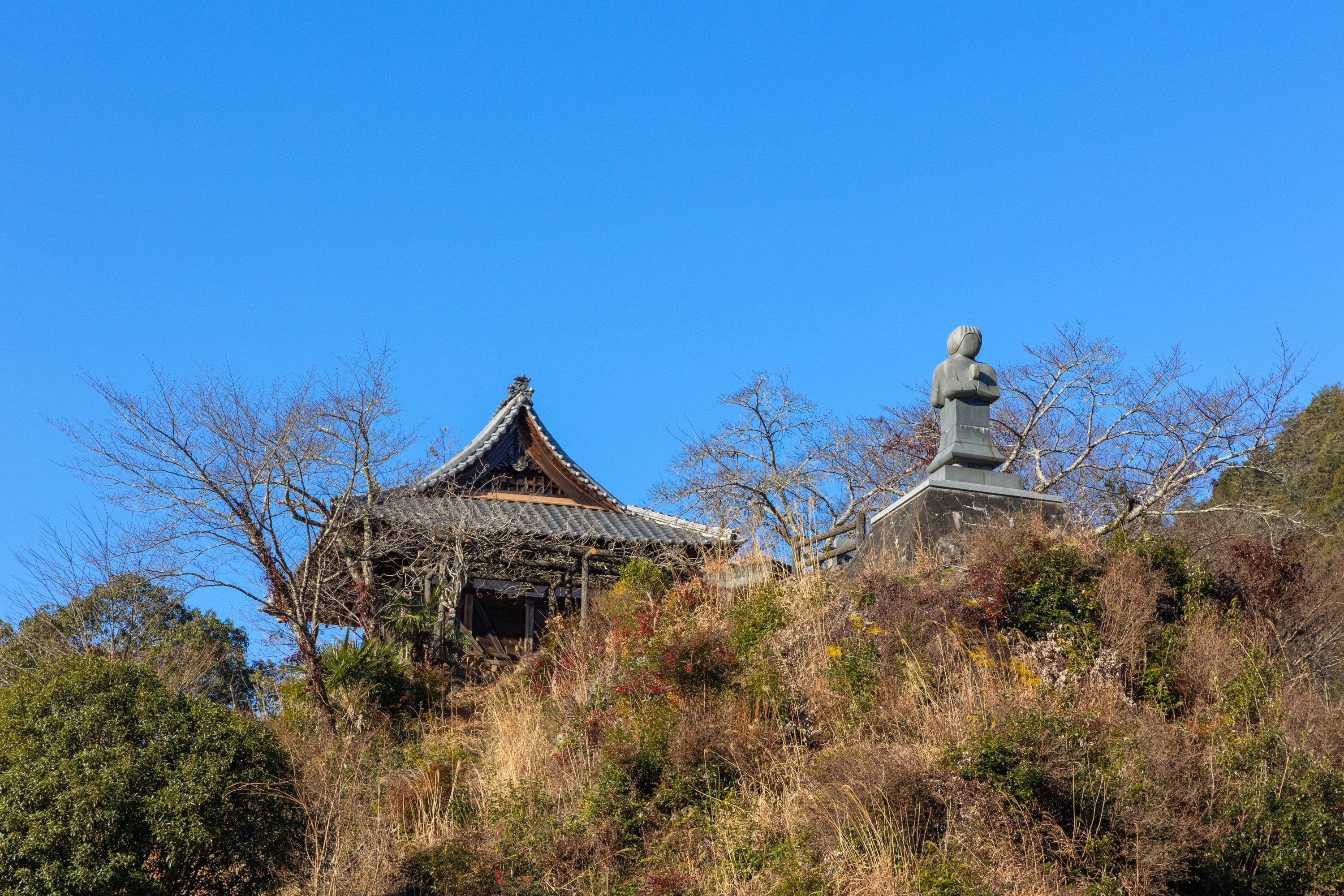
鎮守山観音堂と両面宿儺(すくな)像
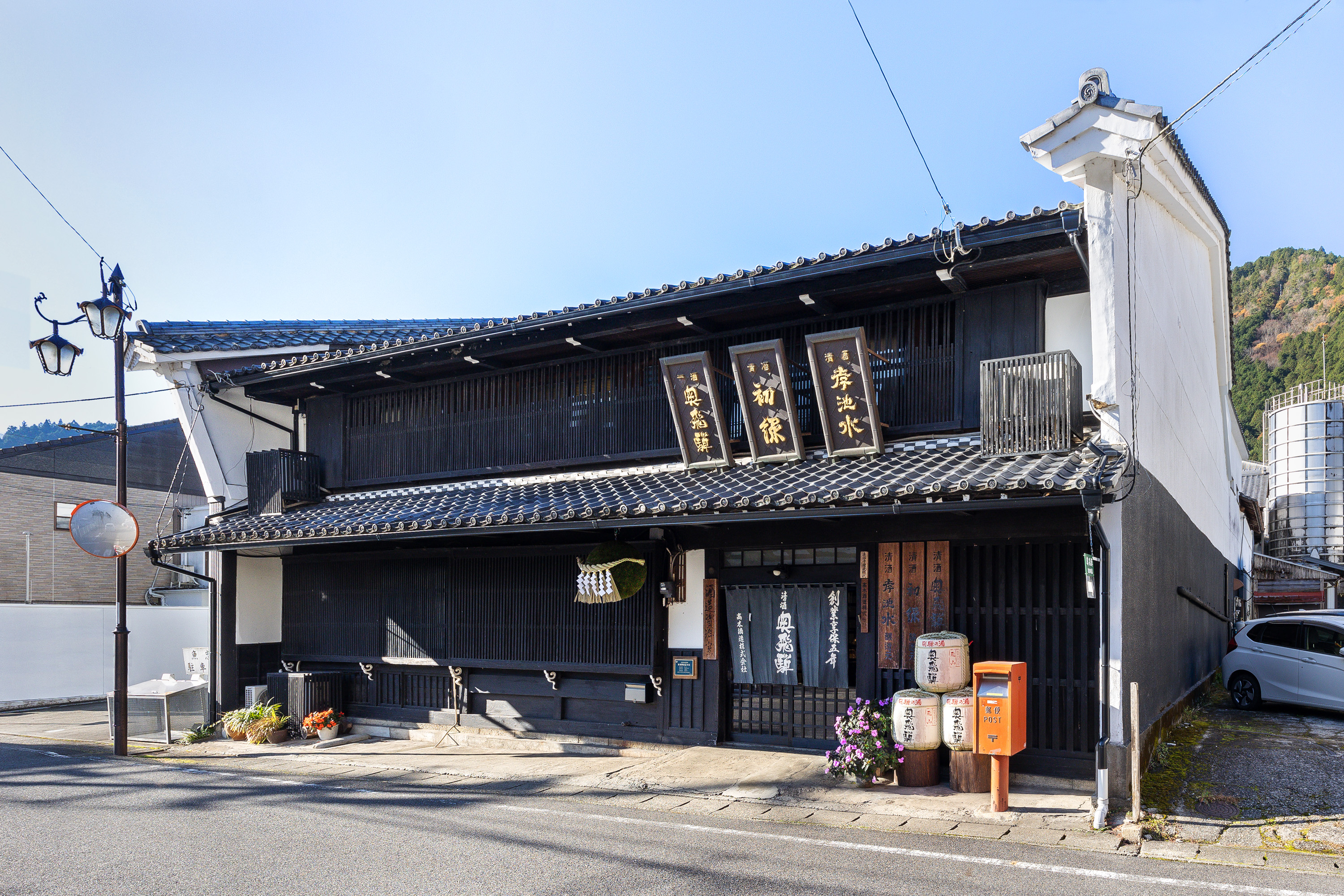
奥飛騨酒造資料館(奥飛騨酒造本店)
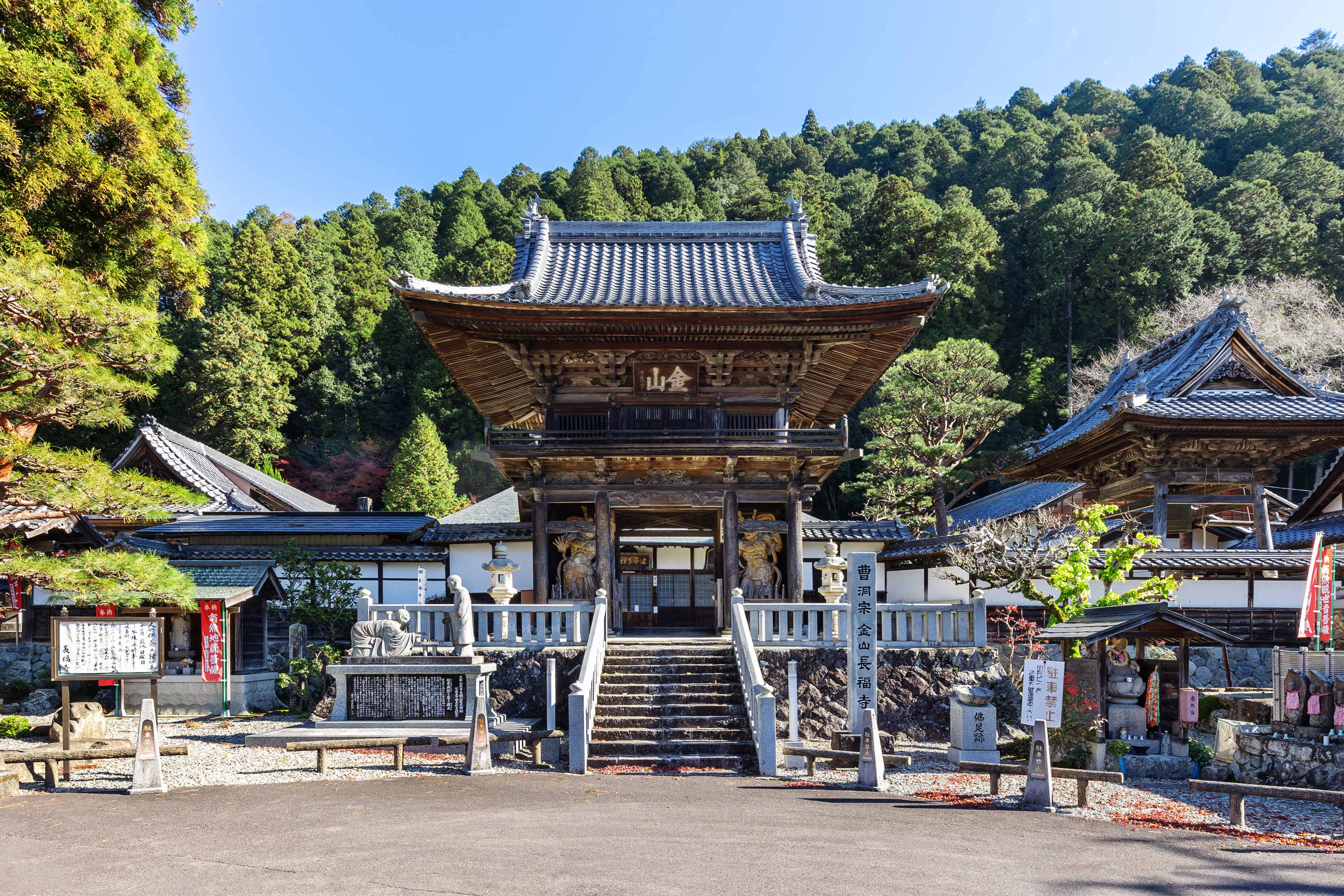
長福寺
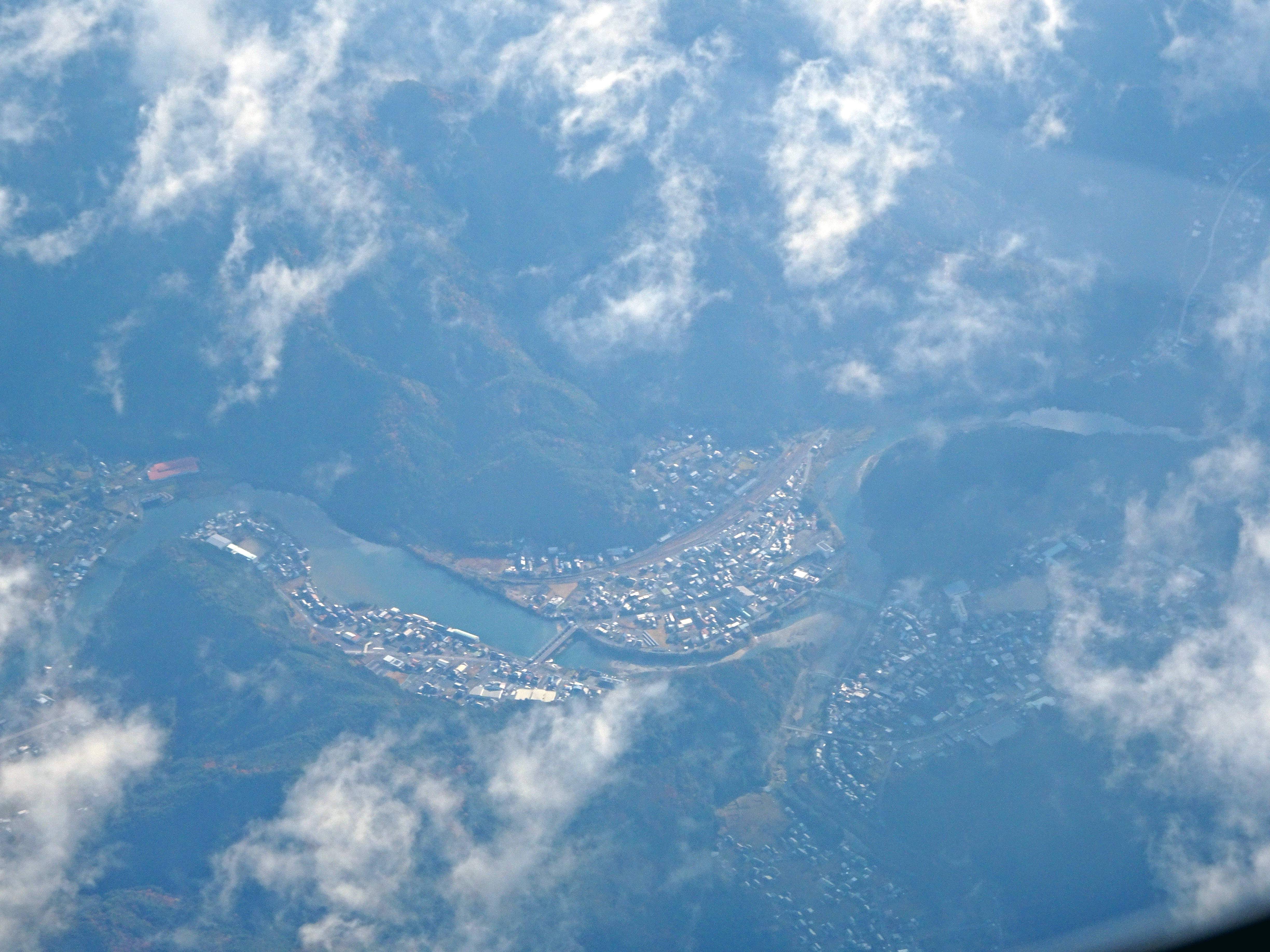
飛騨金山駅中心付近を空撮

## 出身者
- 藤原信 - 彫刻家、ハノーファー専科大学教授[9]
- 永田和宏 - 冶金学者、東京工業大学名誉教授